# Parornix incerta
Parornix incerta is een vlinder uit de familie mineermotten (Gracillariidae). De wetenschappelijke naam is voor het eerst geldig gepubliceerd in 1982 door Triberti.
De soort komt voor in Europa.